# Tomás Aragüés
Tomás Aragüés Bernad (Albalate del Arzobispo, Teruel, 19 de octubre de 1935 – Madrid, 17 de febrero de 2022) fue un compositor de música clásica español. Su música está considerada como más cercana del “clasicismo formal" y frecuente que de los modernos conceptos de contemporaneidad.

## Biografía
Aragüés nace en Albalate del Arzobispo (Teruel) en 1935. En 1940 se traslada con su familia a la localidad vizcaína de Baracaldo, al ganar su padre Tomás Aragüés Bayarte (1903-1956), mediante oposiciones reglamentarias, la plaza de Director de la Banda Municipal de dicha localidad.
Realizó sus estudios musicales en el Conservatorio de Bilbao con primeros premios en Solfeo, Armonía y Composición. Posteriormente realizó cursos de perfeccionamiento en Composición en Santiago de Compostela y en Siena.
Durante sus años de permanencia en la Congregación religiosa de La Salle, desempeñó actividades docentes, siendo de destacar durante la década de los sesenta su trabajo como Profesor de Música Sacra en el Instituto San Pío X, adscrito a la Universidad Pontificia de Salamanca, donde al mismo tiempo, crea una copiosa producción de música religiosa destinada a la Liturgia, y que está recogida en su mayor parte en las Ediciones del Instituto San Pío X.
De esta época data su “Misa Cantada en Castellano”, que obtuvo desde el principio (1964) una amplia difusión en los países de habla hispana y que se mantiene hasta nuestros días.
Otras muchas piezas no han tenido tanta fortuna, pero es digno de destacar la colección de Cantos Procesionales de Entrada para las distintas festividades del Año Litúrgico.
En contraposición hacia la producción de otros autores las obras litúrgicas de Aragüés siempre están editadas con acompañamiento de órgano y la mayoría de ellas incluyen armonizaciones para Coro mixto a 4 voces o Coro de 3 voces iguales.
A partir de 1973 la actividad docente de Aragüés está ligada al Conservatorio de San Sebastián, primero como titular de la Cátedra de Solfeo y Teoría de la Música y posteriormente como Catedrático de Dirección de Orquesta, asumiendo la dirección de la Orquesta del Conservatorio y colaborando como Profesor de Composición, hasta su jubilación en el año 2000.
Fue Director del Conservatorio (1980-1983), Director-fundador del Conjunto Barroco de San Sebastián (1974-1979), Director del CORO EASO (1977-1986) y Director de la Orquesta del Conservatorio (1980-1996). A raíz de la creación de la Orquesta Sinfónica de Euskadi (1982) colabora en sus primeros años en tareas de dirección.
Dirigió el primer L.P. de esta Orquesta. Entre otras obras aparece en dicho registro la versión oficial del Himno de Euskadi, del que es autor Aragüés.
Aragüés probó fortuna en la década de los setenta en las modernas corrientes con obras como su CONCIERTO PARA TROMPA Y ORQUESTA (1974) o con su quinteto para instrumentos de viento RETABLO SONORO (1979), pero estas y otras experiencias no le convencieron y su meta fue componer en adelante obras actuales sin renunciar para nada a la “melodía”, a la “armonía y al contrapunto”.
En el año 2001 la Asociación de Txistularis del País Vasco le otorgó la MEDALLA DE ORO de dicha asociación en reconocimiento a su CONCIERTO PARA TXISTU Y ORQUESTA.
En el año 2002 -por iniciativa del Orfeón Donostiarra- fue distinguido con el Premio Orfeón Donostiarra-Universidad del País Vasco.
El maestro Aragüés siguió con el oficio compositivo hasta que falleció el 17 de febrero de 2022.

## Obras interpretadas en el Concierto-Homenaje de Aragüés
En el año 2015, con motivo de su ochenta cumpleaños, la música vasca ofreció un sentido homenaje a Tomás Aragüés, con un gran concierto en el Kursaal de San Sebastian, en el que participaron la Orquesta Sinfónica de Euskadi, el Orfeón Donostiarra y Los coros Easo y Andra Mari, interpretando sus siguientes obras:
```
 . MIN ERESIA (canto de duelo para orquesta)
 . TE DEUM (Coro mixto y Orquesta)
 . EUSKAL REQUIEM (Coro mixto y Orquesta)
```

## Obra
1.- Religiosa-litúrgica
```
 . Tantum ergo(4 v.m y órg.) (1950) (su primera obra)
 . Tota pulchra es (6 v.m.) (1955)
 . Misa “Te pium laudant pueri patronum” (4 v.m.) (1956)
 . Misa “Stella maris” (4 v.m.) (1959).
 . Cántico de Moisés (1963)
 . Misa Cantada en Castellano (1964)
 . Misa Festiva (1964)
 . Cantos Procesionales para las fiestas del Año Litúrgico (1960-1970)
 . Canto de las Criaturas (1965)
 . La Nueva Alabanza (1965)
 . Cantos de Esperanza (Oficio de difuntos en castellano) (1067)
 . Cantos del Misterio Pascual (1968)
 . Los Caminos de Cristo (1971)
 . María del Evangelio (1979)
 . Los 29 Responsorios del Oficio de Maitines de la Semana Santa (2014)
 . Ave Maria, motete a la manera posromántica, dedicado a su esposa 
    María Pilar (2017)
 . Ave Maria, motete a la manera renacentista, (2017)
 . Pater Noster, motete para 4 voces mixtas y órgano, (2018)
```

2.- Coral
```
 . Zugaitzak bilutsik (4 v.g. y 4 v.m.) (1977)
 . Bizkaiko Zubia (4 v.g.) 2001
 . Boga, boga (4 v.g.) (1980)
 . Contigo velero (4 v.m.) 
Premio Habaneras Torrevieja
-(1977)
 . No lo esperes (6 v.m.) 
Premio Habaneras Torrevieja
-(1978)
 . Soledad del alma mía (4 v.m.) 
Premio Asturias
 (1979)
 . El galán de esta villa (4 v.m.) 
Premio Asturias
 (1980)
 . Estampa asturiana(4 v.m.) (1995)
 . En un silencio errante (3 y 4 v.blancas) (1998)
 . Igo naian (4 v.g. y 4 v.m.) (1997)
 . Meretrix illa (4 v.m.) 
Premio Tolosa
 (1980)
 . Super flumina (4 v.m.) 
Premio Tolosa
 (1984)
 . Suak pizturik dirau 
(Himno del tercer centenario del incendio de Donosti)
: (2013)
```

3.- Orquesta
```
 . La Rosa de Pasión (1958) 
(Primera obra sinfónica interpretada)

 . Sinfonía del Ebro (1960)
 . Renacimiento (1961) Revisión en 1992, con el título de Cuatro Danzas Sinfónicas.
 . Sinfonía de Mallorca (1967) Revisión 2008
 . Concierto para Trompa y Orquesta (1973)
 . Suite Clásica (1977)
 . Suite Romántica (1982)
 . Min eresia (1983)
 . Concierto para Txistu y Orquesta (1984)
 . Cuatro espacios sinfónicos (1984)
 . Kattalin Txiki 
(Cuento sinfónico)
 (1985)
 . Quasi un Rondó (trompa y orq.) (1986)
 . Tria ab uno (conc. Flauta s trav.) (1986)
 . Christmas Suite (1986)
 . Capricho variopinto (1988)
 . Concierto para Violín y orquesta (1988)
 . Tanganillo (1992)
 . Folías canarias (1992)
 . Sinfonietta para instrumentos de Percusión (1996)
 . Jimmy Potxolo 
(Cuento sinfónico)
 (1997)
 . Vita (1999)
 . Concierto Diamantino(para Violoncello y Orquesta) (2009)
 . De contrapuntos y amables polifonías (2011)
 . Sinfonía versus ochenta (2012-2014)
```

4.- Sinfónico-Coral
```
 . Inmaculada (1959) Revisión:(1985)
 . Gure etxea (1963) Rev. (2007)
 . Magnificat (1963) Rev. (2007)
 . Annunciate la Parola (1980) 
"premio de cantatas en Roma"

 . Bost elez eresi(1981)
 . Euskal Requiem (1991): 
doble versión de voces graves y voces mixtas
.
 . Suite de Navidad (1995): 
doble versión de voces blancas y voces mixtas, con 

    pequeña orquesta.

 . Capricho Variopinto (Coro mixto y orquesta) (1997)
 . Navidad (1990)
 . Salmos para una Sinfonía (1995-2004)
 . La Torre de Hércules 
(Premio Cantatas La Coruña 2004)
: 2003
 . Bidai doinua (2005-2006)- 
(Seis canciones para Soprano y Orquesta)

 . Te Deum (2014)
  - Mors, Resurrectio et Vita (Misa de Requiem) (2005 - 2016)
  - El Libro de Rut, poema sinfónico-coral, para Cuarteto solista, Coro 
    Mixto y Orquesta Sinfónica. (2016- 2018)
  - José, hijo de Jacob, poema sinfónico coral, para coro mixto y Orquesta Sinfónica. (2020)
```

5.- Música de Cámara
```
 . Caminos (Soprano o Tenor, Trompa y Piano) (1964)
 . Sin palabras (Vals para piano, dedicado a su esposa 
María Pilar
) (1975)
 . Quinteto Vasco (1975)
 . Aire de Danza:Cuarteto de Brass (1977)
 . Mendiko oiua :Trompa de los Alpes y Orquesta de Cámara (1977)
 . Quam dilecta tabernacula tua,Domine:(Flauta-Piccolo,2 Trompas cromáticas-
    2 Trompas de los Alpes y Órgano positivo.)(1978)
 . Lau ale berezkoak (Banda de Txistularis) (1978)
 . Quasi un Rondó (Trompa y Piano) (1979)
 . Retablo sonoro (quinteto de viento) (1979)
 . Cuarteto Modal (cuerda) (1989)
 . Yo viene hasta ti (Barítono y Piano)  (1992)
 . Xirimiri (Barítono y Piano) (1992) 
 . Suite Clásica :Quinteto de Viento (1997)
                   Quinteto de Acordeones (1998)
 . Triptic Lliria: Trompa de los Alpes y cuarteto de trompas (2000)
 . Tríptico del Bidasoa : Flauta,Viola.Fagot y Piano (2001)
 . Sonata para Txistu y Piano (en un movimiento) (2001)
 . Virgo Dei Genitrix (Organo) (2002)
```

6.- Banda
```
 . Fuenterrabía-Hondarribia (Premio Ciudad de Fuenterrabía) (1976)
 . Missisipi (Bajo y Banda) (1979)
 . Alborada Festiva (pasodoble) (1979)
 . Suite de Concierto (gran banda) 
premio internacional de Valencia:
 (1982)
 . Euskadiko ereserkia (Himno de Euskadi) (1983)
 . Obertura-Fantasía en do menor (1985)
 . Seis canciones vascas para Banda (1996)
 . Gure giroa (marcha-pasacalle) (1999)
 . Suite clásica 
(Instr.: Ángel Briz
 (2001) 
(Existe otra instrumentación 

    de Ruper Lekue)

 . Bizkaiko Zubia (Coro voces graves y Banda) (2001)
 . Fiesta en Estella (2 gaitas y Banda) (2001)
  - Adaptación para banda de su Concierto para Txistu y Orquesta.
 . Artesanaren Himnoa (Voces graves y Banda) (2002)
```

7.- Otros Autores
```
 Dentro de la producción de Tomas Aragüés Bernad habría que señalar algunos 
 trabajos de revisión y orquestación de obras de otros autores. Citaremos, 
 entre otras, las siguientes:
```

```
 . Instrumentación para BANDA de las “Diez Melodías Vascas” de Jesús Guridi (1980).
 . Nueva versión ampliada y orquestada de la Misa “Sinite parvulos venire ad me”, 
    para convertirla en obra de concierto, de su padre Tomás Aragüés Bayarte
    (1903-1956), que originalmente la hizo para Coro a 6 v.m. y órgano.
 . Revisión y doble instrumentación (para Orquesta y Banda) del poema sinfónico
    “Eguzki lore y orquídea” de su hermano Francisco Aragüés Bernad (1932-2015).
 . Instrumentaión para banda del “Tuba Concerto” del compositor R. Vaughan 
    Williams. (1993)
 . Arreglo y orquestación del poema sinfónico-coral “Africa” (1998-2001) del 
    compositor Donato A. Goyeneche.
```

8.- Ópera
```
 . Durante el período 2009-2012, trabajó en la composición y orquestación de la 
    ópera 
IGNATIUS
, sobre San Ignacio de Loyola, con texto de la escritora 
    Pilar González de Gregorio y Alvarez de Toledo.
```